# 2'-O-甲基肌苷
2'-O-甲基肌苷（2'-O-Methylinosine，簡稱2′-O-MI或Im，分子式C
11H
14N
4O
5）是次黄嘌呤与2-O-甲基-β-D-核糖形成的糖苷，是2'-O-甲基化转录后修饰产物之一，存在于rRNA中。